# Trollius pumilus
Trollius pumilus là một loài thực vật có hoa trong họ Mao lương. Loài này được D. Don miêu tả khoa học đầu tiên năm 1825.

## Hình ảnh

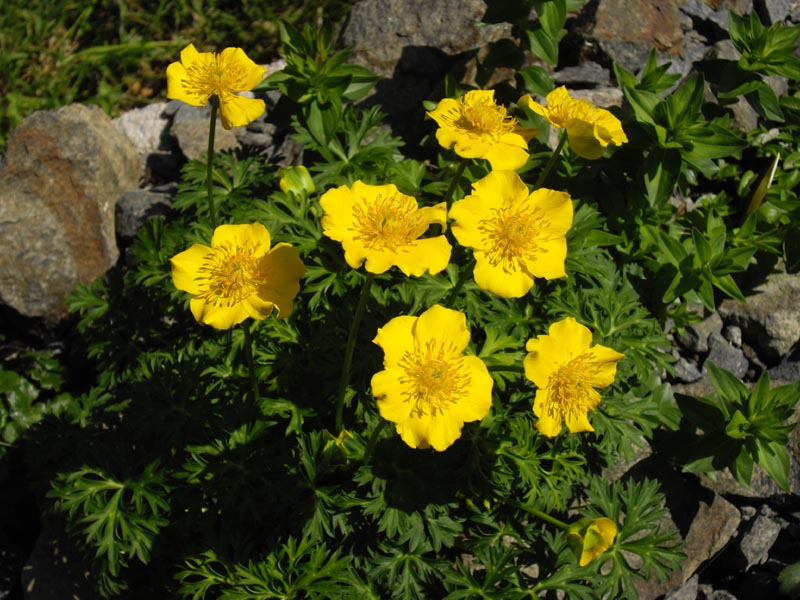
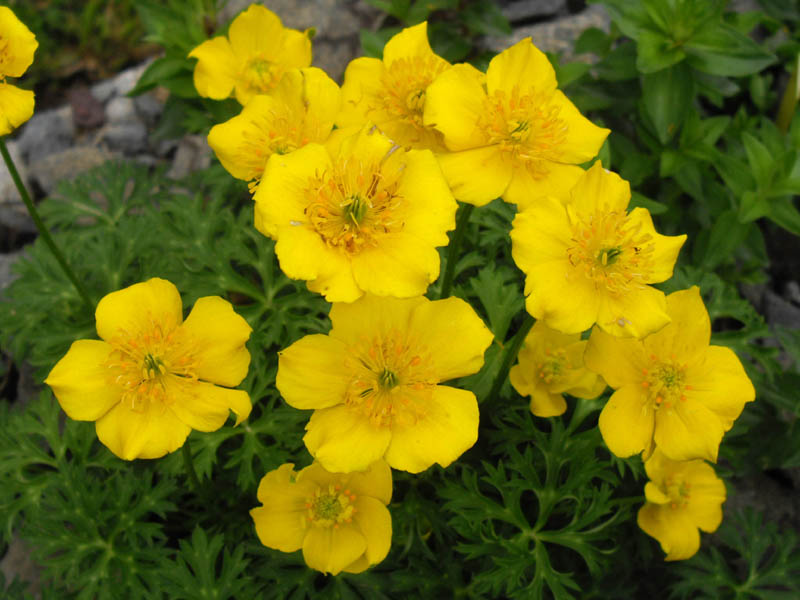
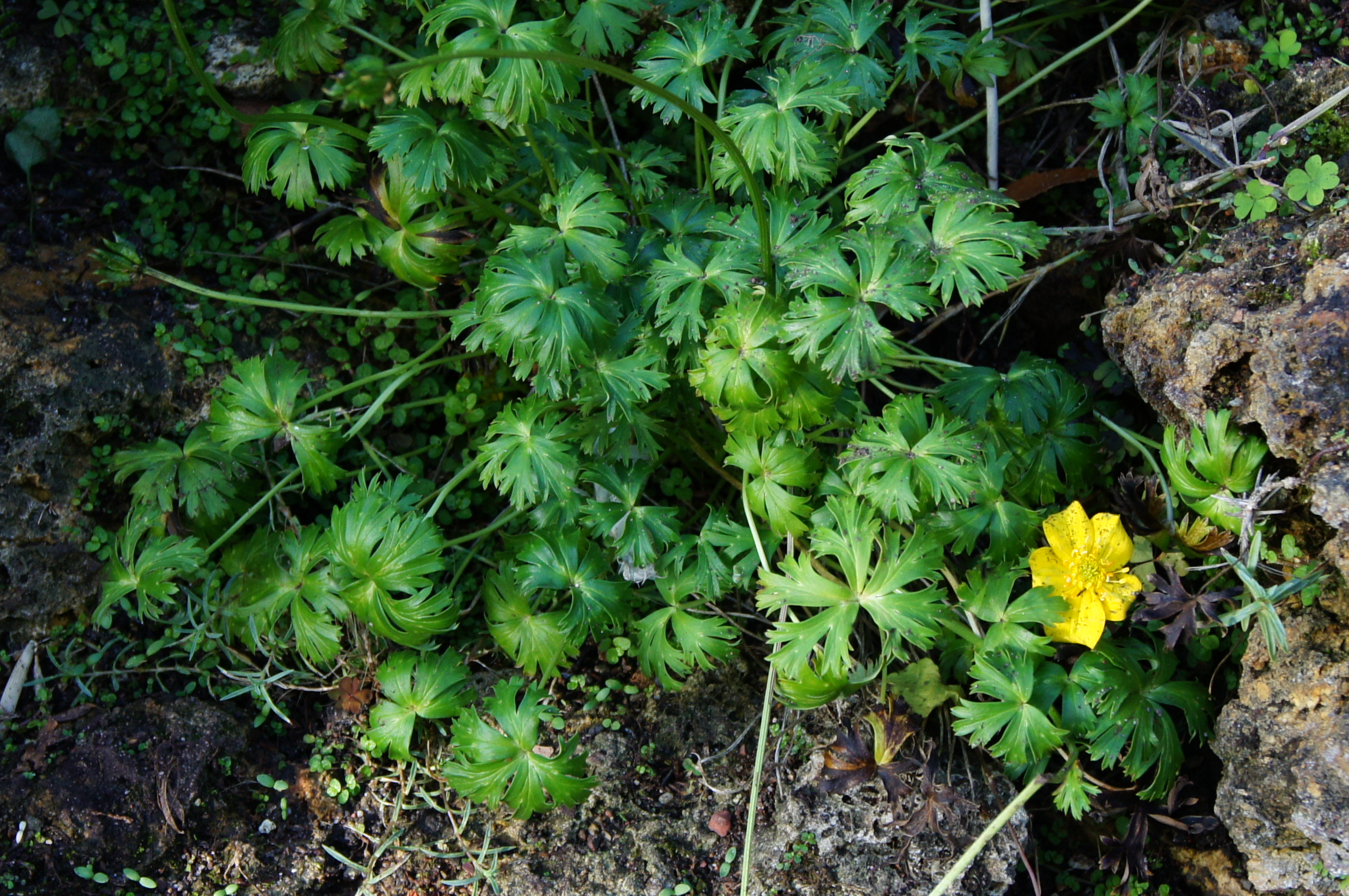